# Arcidiecéze janovská
Arcidiecéze janovská (latinsky Archidioecesis Ianuensis) je římskokatolická metropolitní diecéze v Itálii, která je součástí Církevní oblasti Ligurie. Katedrálním kostelem je kostel sv. Vavřince v Janově. Současným janovským arcibiskupem je Marco Tasca, jmenovaný 8. května 2020 .

## Historie
Křesťanství bylo v oblasti přítomno již od 1. století, historicky je diecéze doložena k roku 381, kdy byla sufragánem milánské arcidiecéze. V roce 1133 byla povýšena na metropolitní arcidiecézi.